# 福岡薬工社
株式会社福岡薬工社（ふくおかやっこうしゃ、英: FUKUOKA YAKKOSHA Co., Ltd.）は、福岡県福岡市早良区に本社を置く製薬会社である。

## 事業所
- 本社 - 〒814-0002　福岡県福岡市早良区西新1丁目4番28号

## 沿革
- 1867年 - 武石岩平により武石亀石堂を創業。家伝薬「亀や薬」を日本最古の婦人薬として商品化する。
- 1886年(明治19年) - 武石岩平により、亀屋亀石堂を福岡市今川橋(現：福岡市早良区西新)に設立。婦人薬「亀や薬」を販売。
- 1913年(大正2年) - 久野直典により、久野製薬商会を糟屋郡宇美町に設立。鎮痛解熱「カイン」、皮膚病薬「大白膏」、治淋新薬「バッテール」などを販売。
- 1919年(大正8年) - 田原彌三により、田原製薬株式会社を糟屋郡須恵村(現：糟屋郡須恵町)に設立。「筑前俵目薬」「造化膏」「田原彌水」などを販売。
- 1944年(昭和19年) - 戦時統合により、福岡県製薬株式会社を設立。
- 1946年(昭和21年) - 福岡県製薬株式会より武石亀石堂、久野製薬商会、田原製薬の3社にて福岡薬工社を福岡市渡辺通3の177の7に設立。「亀や婦人薬」「カイン」「真珠水」「目薬正明膏」などを販売。

## 主な製品

### 漢方婦人薬「亀や薬」【第2類医薬品】
亀や薬の歴史は古く、1867年、創業者の武石岩平が家伝薬を商品化したことに始まる、日本最古の婦人漢方薬。
更年期障害に対するホルモン補充療法が乳がんの発生に関係があることから、欧米でも漢方薬への期待が高まっている、元来、日本では血の道の薬として、更年期障害、冷え性、生理不順、生理痛、頭痛、産前産後の神経衰弱、便秘、肩こり、耳鳴り、めまい、風邪の引き始めなどに用いられ、今日まで親子代々に渡って愛用されている漢方夫人薬。

#### 効能・効果
血の道、頭痛、月経不順、月経前後の下腹疼痛、産前産後、肩の凝り、下腹腰足の痛み、冷え性、のぼせ、耳鳴り、めまい、便秘、むくみ、神経衰弱、ヒステリー、ひきかぜ、子宮病、子宮出血

#### 成分
センキュウ、トウキ、シャクヤク、ブクリョウ、ソウジュツ、ケイヒ、ボタンピ、カンゾウ、ダイオウ、センコツ、ベニバナ、モッコウ。

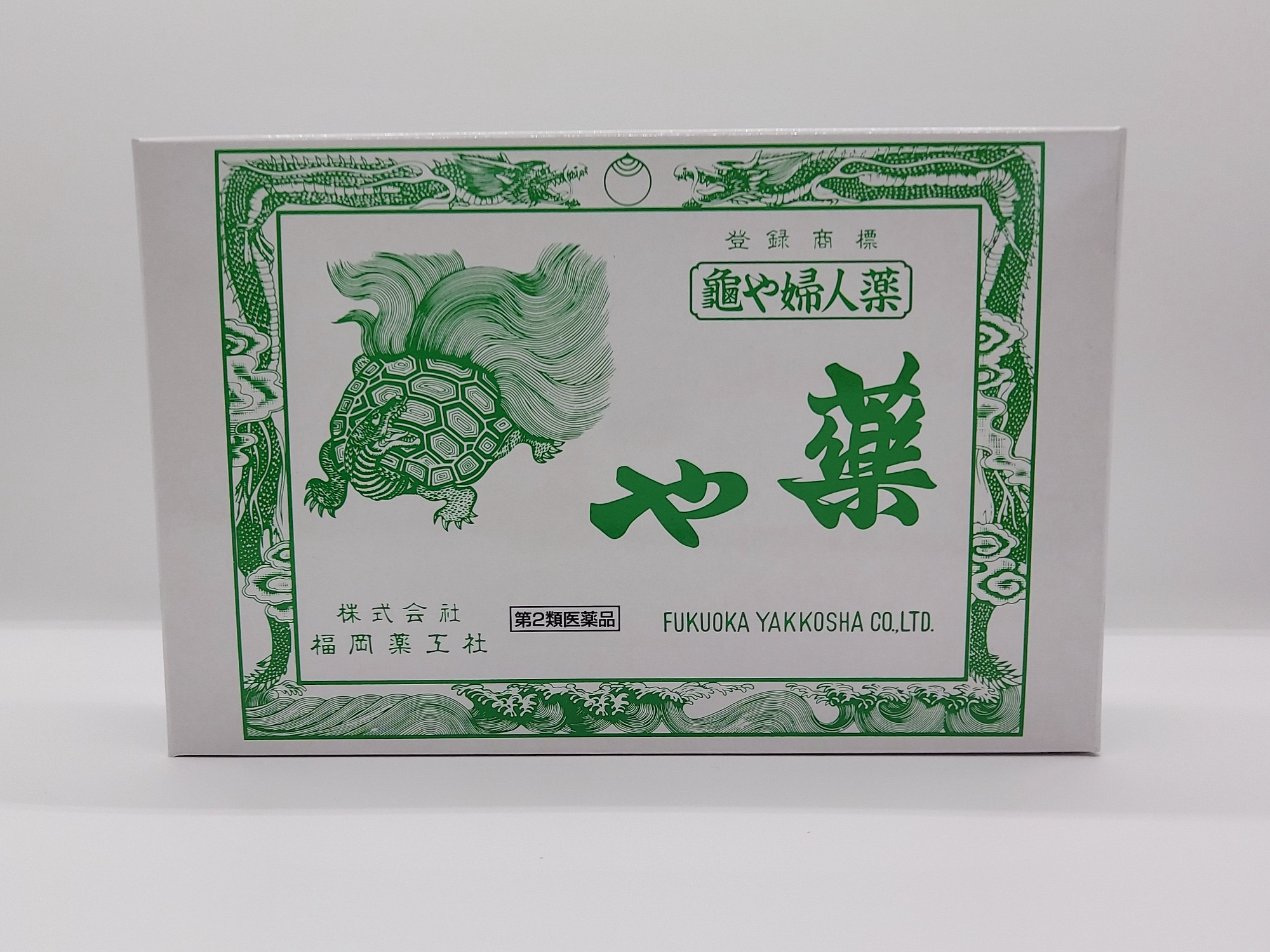

### 鎮痛解熱剤「カイン」【第2類医薬品】※2022年販売中止
抹茶配合のちょっと変わった鎮痛解熱剤カイン。戦前よりの古薬で、抹茶にはビタミンCが含有されていることは広く知られているが、近年ではカテキンの効果が注目されており、古くて新しい薬。
アスピリンは消炎剤として古くから用いられているが、近年では血栓、梗塞の予防薬としても注目されている。

#### 効果・効能
かぜの諸症状(悪寒、発熱、頭痛、関節の痛み、筋肉の痛み、のどの痛み)の緩和

#### 成分
日局アスピリン、日局アセトアミノフェン、日局カフェイン水和物、日局バレイショデンプン、緑抹茶。

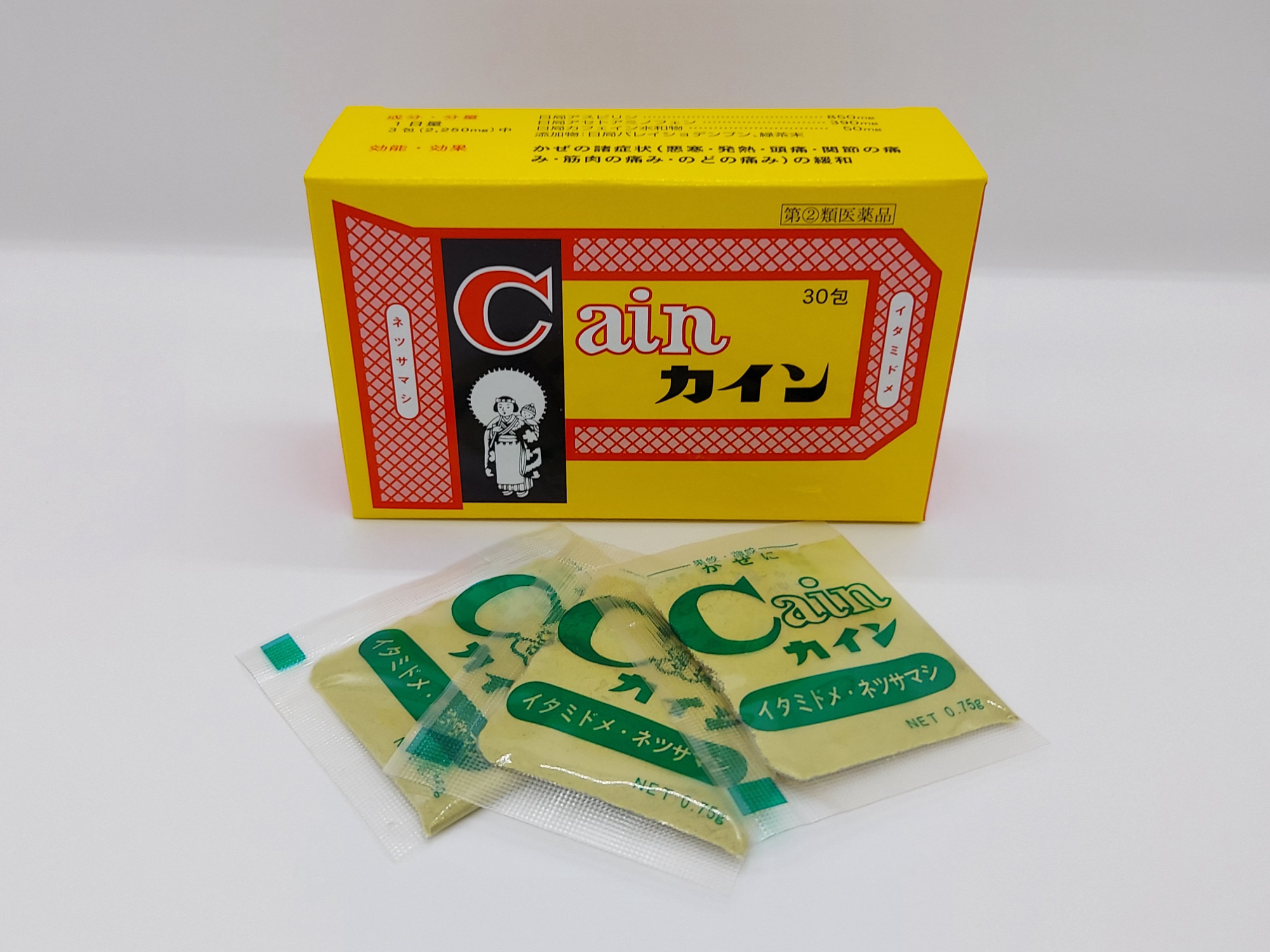

### 屠蘇
「甘からぬ屠蘇や旅なる酔心地」夏目漱石の句にも詠まれた屠蘇。
正月に無病長寿を願って飲まれる屠蘇の由来は、「蘇」という悪鬼を屠る（屠＝ほふる。相手を倒すの意）という説や、邪を屠り生気を「蘇生」させるという説がある。現代では屠蘇を飲むというと、単に日本酒を飲むことを指す場合もあるが、本来、屠蘇とは「屠蘇散（とそさん）」または「屠蘇延命散」と呼ばれる５～１０種類の材料を配合したようなものを漬け込んだ酒のことで、唐の時代の中国より伝わり、平安貴族の正月行事にしようされていたとのこと。江戸時代には一般庶民も口にするまでに広まった。
酒、又はみりんに働きを活発にする作用や解熱発汗作用、鎮静作用のあるものが多く、これらの効能から考えると、胃腸の働きを整え、消化吸収を促進する。体を温め風邪を引かないようにする効果のある薬用酒とされている。

#### 成分
桂皮(ケイヒ)、陳皮(チンピ)、小茴香(ウイキョウ)、丁子(チョウジ)、桔梗根(キキョウコン)、浜防風(ハマボウフウ)、山椒(サンショ)、山椒の種(サンショノタネ)。

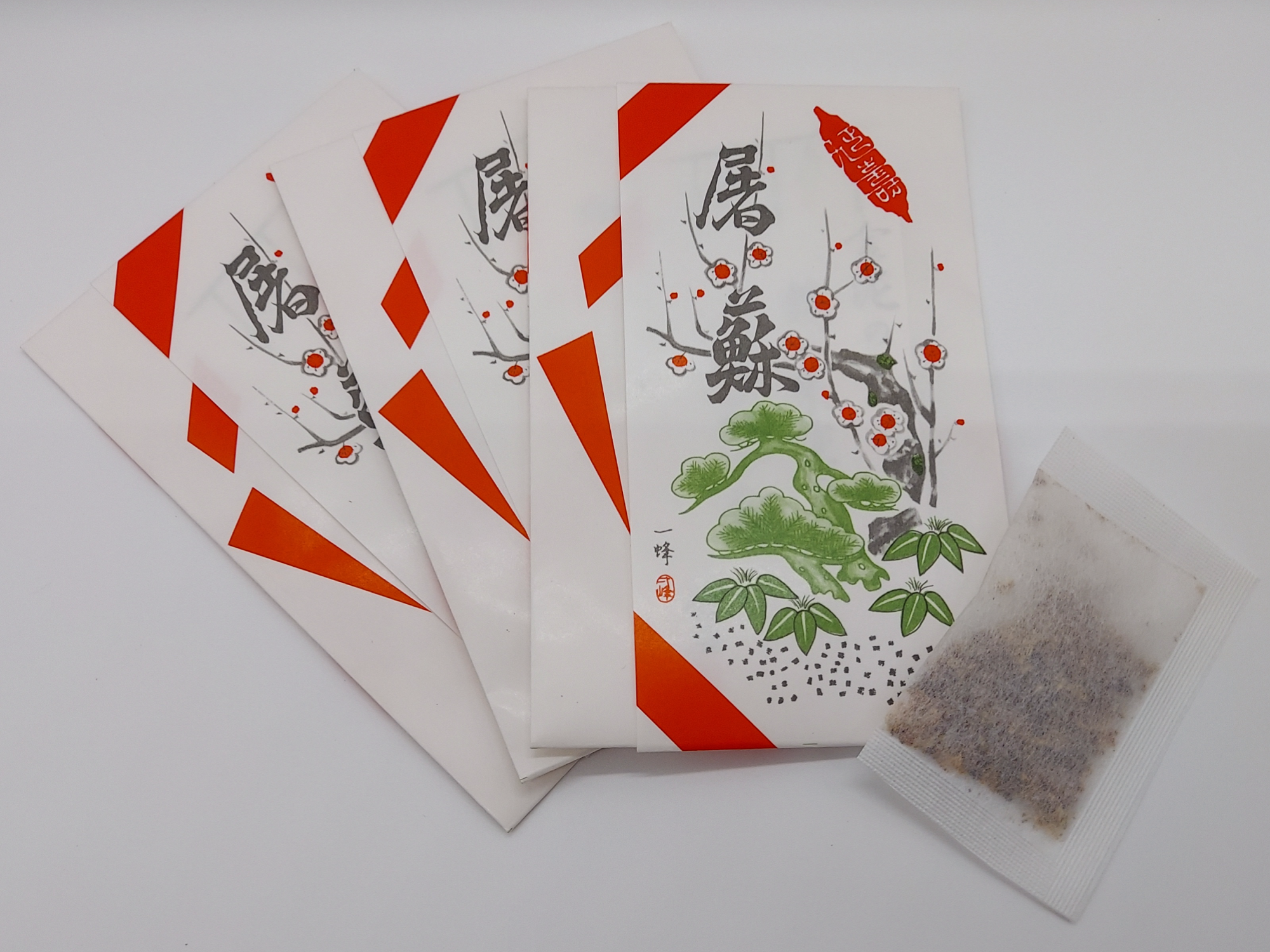